# 今井浜海水浴場

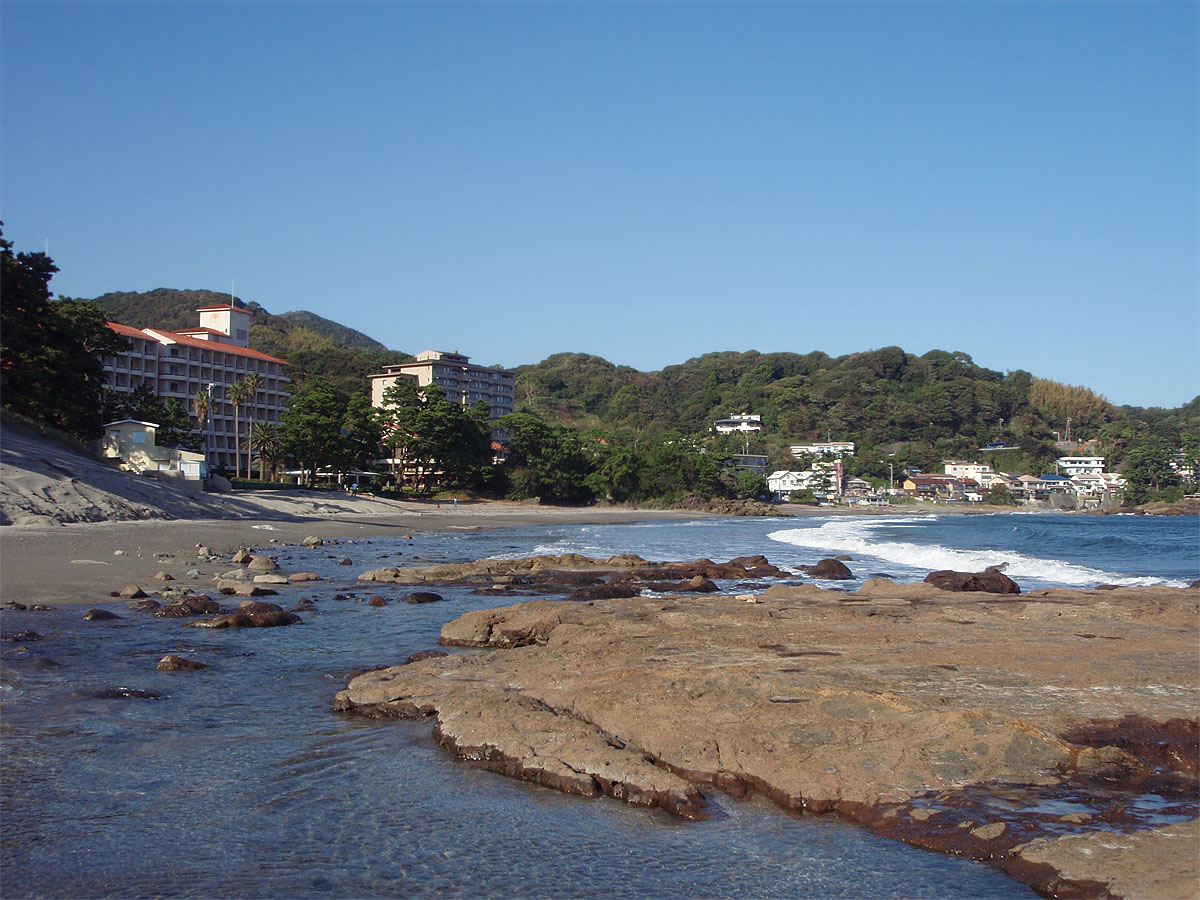
今井浜海水浴場

今井浜海水浴場（いまいはまかいすいよくじょう）は、静岡県賀茂郡河津町にある海水浴場である。最寄の駅は伊豆急行線今井浜海岸駅である。
伊豆半島の東海岸にある砂浜海岸で、1 kmほどの砂浜が相模灘に面して、南北に広がっている。遠浅の海岸で、浜の真ん中に岩場があり、松原もある「白砂青松」の浜であり、河津町の貴重な観光資源の一つである。下田市の白浜海岸、南伊豆町の弓ヶ浜とともに、伊豆三大海水浴場の一つに数えられる。
周辺にはホテルや旅館が立ち並ぶ典型的な観光地の様相を呈している。とくに、東急ホテルズが経営している、「伊豆今井浜東急ホテル」（※同所にあった真砂荘と海浜ホテルが前身）と老舗旅館「今井荘」は同海水浴場に隣接して立地している。
「今井荘」には三島由紀夫が避暑にしばしば訪れ、小説『禁色』をここで投宿中に執筆した。三島が訪れていた当時はまだ伊豆急行線が開業しておらず、自動車で訪れていた。

## 関連事項
- 三島由紀夫
- 福島次郎
- 伊豆今井浜 東急ホテル